# Breitbandabsorber
Breitband-Absorber sind akustische Bauelemente, die durch Schalldämpfung die Ausbreitung von Schallreflektionen unterdrücken und vor allem dem Lärmschutz innerhalb von Räumen dienen. Sie absorbieren Schall in einem breiten Frequenzspektrum von z. B. 300 Hertz bis 5 Kilohertz mit einem ausreichend hohen Absorptionsgrad von typisch α > 85 %. Sie werden u. a. in Großraumbüros, Restaurants, Foyers, Besprechungsräumen und Tonstudios usw. eingesetzt. Durch ihr breitbandiges Absorptionsverhalten sind sie in der Lage, im wichtigen Frequenzbereich der menschlichen Sprache effektiv zu wirken und Reflexionen zu vermeiden. Damit kann die Sprachverständlichkeit in Räumen effizient verbessert – und auch der Lärmpegel signifikant gesenkt werden.
Die Bauformen sind sehr unterschiedlich und reichen von gelochten oder geschlitzten Platten bis hin zu Kombinationen aus unterschiedlichen geschichteten Materialien.
Oft werden in der Akustik-Branche auch Schallabsorber, die ein weniger breites Frequenzspektrum oder einen deutlich niedrigeren Absorptionsgrad haben, fälschlicherweise als Breitbandabsorber für solche Anwendungen verkauft. Dies gilt insbesondere für Ausführungen, bei denen sehr viel Wert auf das Design gelegt wurde.